# Томсон (тауншип, Миннесота)
Томсон (англ. Thomson) — тауншип в округе Карлтон, Миннесота, США. На 2000 год его население составило 4361 человек.

## География
По данным Бюро переписи населения США площадь тауншипа составляет 103,3 км², из которых 103,3 км² занимает суша, а 0,6 км² — вода (0,63 %).

## Демография
По данным переписи населения 2000 года здесь находились 4361 человек, 1527 домохозяйств и 1244 семьи.  Плотность населения —  42,5 чел./км².  На территории тауншипа расположено 1555 построек со средней плотностью 15,1 построек на один квадратный километр. Расовый состав населения: 97,89 % белых, 0,21 % афроамериканцев, 0,62 % коренных американцев, 0,60 % азиатов, 0,02 % — других рас США и 0,66 % приходится на две или более других рас. Испанцы или латиноамериканцы любой расы составляли 0,41 % от популяции тауншипа. 26,0 % населения составляли Finnish, 13,5 % Norwegian, 11,1 % шведов и 6,5 % ирландцев ancestry.
Из 1527 домохозяйств в 41,5 % воспитывались дети до 18 лет, в 73,4 % проживали супружеские пары, в 5,6 % проживали незамужние женщины и в 18,5 % домохозяйств проживали несемейные люди. 15,1 % домохозяйств состояли из одного человека, при том 5,6 % из — одиноких пожилых людей старше 65 лет. Средний размер домохозяйства — 2,85, а семьи — 3,18 человека.
29,3 % населения — младше 18 лет, 6,2 % — в возрасте от 18 до 24 лет, 29,6 % — от 25 до 44, 25,6 % — от 45 до 64, и 9,3 % — старше 65 лет. Средний возраст — 37 лет. На каждые 100 женщин приходилось 101,5 мужчин.  На каждые 100 женщин старше 18 приходилось 101,5 мужчин.
Средний годовой доход домохозяйства составлял 53 026 долларов, а средний годовой доход семьи —  58 977 долларов. Средний доход мужчин —  44 547  долларов, в то время как у женщин — 25 270. Доход на душу населения составил 20 045 долларов. За чертой бедности находились 3,2 % семей и 5,4 % всего населения тауншипа, из которых 7,4 % младше 18 и 4,4 % старше 65 лет.